# Омелёхина, Наталья Владимировна
Ната́лья Влади́мировна Омелёхина (род. 14 августа 1972, Черепаново, Новосибирская область) — российский учёный-правовед и государственный деятель. Министр юстиции, заместитель председателя Правительства Новосибирской области, доктор юридических наук, доцент. Преподаёт в Новосибирском государственном университете.

## Биография
Родилась 14 августа 1972 года в городе Черепаново Новосибирской области. В 1995 году окончила юридический факультет Томского государственного университета. С 2003 года замещала должность начальника отдела судебно-правовой работы государственно-правового департамента администрации Новосибирской области. С 2007 года — заместитель начальника управления делами администрации Новосибирской области, затем — заместитель министра финансов и налоговой политики Новосибирской области.
С 2003 года преподаёт в Новосибирском государственном университете. С 2007 года занимает должности доцента кафедр правового обеспечения рыночной экономики экономического факультета и теории и истории государства и права, конституционного права юридического факультета. С 2016 года — профессора кафедры правового обеспечения рыночной экономики экономического факультета и заведующего кафедрой административного и финансового права на юридическом факультете.

## Политическая деятельность
С 18 января 2011 года назначена на должность члена Правительства Новосибирской области — руководителя государственно-правового департамента администрации Губернатора Новосибирской области и Правительства Новосибирской области. В 2012 году назначена на должность заместителя Председателя Правительства Новосибирской области — министра юстиции Новосибирской области.
Автор законопроекта об отмене выборов глав районов и мэров городов Новосибирской области. Законопроект активно обсуждался в средствах массовой информации, принятие документа сопровождалось дебатами в Законодательном собрании области, пикетами у его здания, а в городах области — митингами, наиболее активные из которых проходили в Бердске и Оби. Несмотря на акции протеста закон 23 апреля 2015 года был принят и 29 апреля подписан губернатором В. Ф. Городецким. Закон предусматривает сохранение прямых выборов глав только областного центра и наукограда Кольцово, а также выборов мэра Карасука городским советом из своего состава. Главы администраций остальных муниципальных образований области избираются представительным органом города или района из числа кандидатов, представленных конкурсной комиссией. После вступления закона в силу неоднократно выдвигались инициативы пересмотреть этот порядок, в том числе путём проведения референдума.
В фокус широкого общественного внимания также попали такие действия Н. В. Омелёхиной в правительстве области как заключение 4 февраля 2013 года соглашения с адвокатской палатой области об оказании за счёт областного бюджета бесплатной юридической помощи малоимущим гражданам в объёме, превышающем установленный федеральным законодательством минимум, участие в разрешении конфликта между губернатором Новосибирской области В. А. Юрченко и главой областного отделения Федерального фонда обязательного медицинского страхования Е. В. Гамарник, инициирование принятия областного закона об ужесточении административной ответственности за граффити и незаконные надписи в общественных местах.

## Научная деятельность
В 1998 году защитила кандидатскую диссертацию. В 2000 году присвоено ученое звание доцента. В 2015 году защитила докторскую на тему: «Позитивное обязывание в финансовом праве». В круг научных интересов входят вопросы финансового, бюджетного и налогового права.
Является автором около 100 научных и учебно-методических работ. Принимает участие в международных и всероссийский научных, научно-практических конференциях. Неоднократно выступала в качестве спикера на Санкт-Петербургских международных юридических форумах, Московском финансовом форуме и др.
В 2005 году в новосибирском отделении издательства «Наука» опубликовала учебник для вузов «Бюджетное право Российской Федерации». В пособии рассмотрен комплекс вопросов, связанных с регулированием бюджетной системы и бюджетного устройства России. Проанализированы как философский, экономический и финансовый аспекты понятия бюджета, так и его материальное, имущественное и организационное содержание. Подробно рассмотрена правовая природа бюджета. Проведено научно-практическое исследование общественных отношений, возникающих при формировании, распределении и использовании централизованных денежных фондов публично-правового образования.

## Основные работы

### Статьи
- Финансово-правовые формы позитивного обязывания // Журнал российского права. — 2014. — № 9. — С. 26—35. — ISSN 1605-6590. — doi:10.12737/5498.
- Отличия денежных обязанностей от денежных обязательств: финансово-правовой аспект // Журнал российского права. — 2015. — № 6. — С. 121—130. — ISSN 2500-4298. — doi:10.12737/11441.
- Финансовые обязательства в системе российского права // Финансовое право. — 2016. — ISSN 1813-1220.

№ 3. — С. 10—17. — Часть 1. Межотраслевая природа финансовых обязательств;
№ 5. — С. 8—14. — Часть 2. Структурная характеристика финансовых обязательств.
- Юридическая конструкция финансовых обязательств: концептуальные основы формирования // Журнал российского права. — 2016. — № 10. — С. 108—121. — ISSN 1605-6590. — doi:10.12737/21539.
- Обеспечение финансовой устойчивости государства: региональный аспект проблемы // Финансовое право. — 2016. — № 12. — С. 15—18. — ISSN 1813-1220.
- Финансовый суверенитет государства: к постановке проблемы исследования правовой идентификации // Финансовое право. — 2017. — № 4. — С. 12—21. — ISSN 1813-1220.
- Бюджетная система Российской Федерации в системе институтов финансовой безопасности государства // Журнал российского права. — 2017. — № 7. — С. 81—93. — ISSN 1605-6590. — doi:10.12737/article_59522f986ce660.79931442.

### Монографии и учебные пособия
- Бюджетное право Российской Федерации : Учебник. — Новосибирск : Наука, 2005. — 419, [1] с. — ISBN 5-02-032379-9.
- Обязывание в системе финансово-правового регулирования. Денежная обязанность как форма позитивного обязывания. — Новосибирск: Наука, 2014. — 204 с. — ISBN 978-5-02-019269-0.
- Денежные обязательства в системе финансовых правоотношений. — Новосибирск: Наука и технологии (Москва), 2015. — 116 с. — ISBN 978-5-02-038659-4.

## Награды
Имеет государственные и ведомственные награды, в том числе Почетную грамоту администрации Новосибирской области (2003), Почетную грамоту Губернатора Новосибирской области (2008), орден «За службу России» (2012), благодарность Новосибирского государственного университета (2012), памятную медаль «За вклад в противодействие коррупции» (2012), медаль Анатолия Кони (2012) Архивная копия от 12 декабря 2017 на Wayback Machine, памятная медаль «За вклад в развитие Новосибирской области» (2013), Памятный знак «За труд на благо города» в честь 120-летия со дня основания города Новосибирска (2013), медаль Законодательного Собрания Новосибирской области «Общественное признание» (2015), медаль «XXV лет МЧС России» (2015), юбилейная медаль «80 лет Новосибирской области» (2017).
Дважды является лауреатом высшей юридической награды «Юрист года».